# Кити (гральний бізнес)
Кити, Хай-ролери — термін ігрової індустрії, що визначає вузький сегмент споживачів ігрової продукції, що складає основу монетизації мобільних та соціальних free-to-play проєктів.
Преміум-гравці, які постійно грають на високі ставки та великі суми грошей.

## Роль китів в ігровій індустрії
За статистикою, близько 50 % всього прибутку у free-to-play іграх приносять кити, що складають всього 0.15 % від загальної кількості гравців.
Відповідно до маркетингових досліджень, лише 1.5 % гравців в принципі платять за бонуси в free-to-play проєктах і роблять це, переважно, не частіше разу на місяць. На відміну від основної маси користувачів, які вважають за краще не платити за бонуси в грі, кити не тільки справно платять за них, а й активно сприяють просуванню ігор. Згідно з дослідженнями, кити набагато частіше інших розповідають своїм друзям про ігри, показують їх геймплей, ставлять оцінки в магазині, пишуть відгуки, обговорюють гри на форумах, розміщують ігрові відео та запрошують друзів в гру. Тому маркетологи, що працюють в сфері free-to-play ігор, докладають усіх зусиль, щоб залучити й утримати китів.